# Nigrina flavipalpis
Nigrina flavipalpis là một loài ruồi trong họ Tachinidae.